# هيدروليكا حرارية
الهيدروليكا الحرارية (أو الهيدروليك الحراري) هو دراسة الجريان الهيدروليكي في الموائع الحرارية. يمكن تقسيم هذا العلم بشكل رئيسي إلى ثلاث مجالات: الترموديناميكا، ميكانيكا الموائع، انتقال الحرارة. ولكن هذه المجالات ترتبط عادةً بشكل وثيق مع بعضها البعض. من الأمثلة الشائعة توليد البخار في محطات توليد الطاقة وانتقال الطاقة الذي يرافق الحركة الميكانيكية وتغير حالات الماء أثناء الخضوع لهذه العملية. يمكن للتحليل الهيدروحراري تحديد البارامترات المهمة لتصميم المفاعل ككفاءة المحطة وتبريدية النظام.

## التحليل الهيدروحراري
في التحليل الهيدروحراري، يُفرض أن كل الحالات المعرفة في النظام في حالة توازن ترموديناميكي؛ لكل حالة توازن ميكانيكي وحراري وطوري، وليس هناك تغيرات عيانية بالنسبة للزمن. لتحليل النظام يمكن تطبيق القانونين الأول والثاني في الديناميكا الحرارية.
في تحليل محطات الطاقة، يمكن أن تشكل سلسلة حالات دورةً. في هذه الحالة، كل حالة تمثل شرطًا حديًّا في مدخل/مخرج العنصر المفرد. من الأمثلة على العناصر الضاغط المضخي والعنفة والمفاعل والمبادل الحراري. باعتبار المعادلة التكوينية للنوع المدروس من المائع، يمكن تحليل الحالة الترموديناميكية لكل نقطة. كنتيجة لذلك يمكن تعريف المردود الحراري للدورة ككل.
من الأمثلة على الدورات دورة كارنو ودورة برايتون ودورة رانكين. توجد أيضًا دورات مشتركة أو معدلة مبنية على الدورات البسيطة.

## توزع درجات الحرارة
من المهم معرفة درجة الحرارة لفهم النظام. تعتمد الخواص المادية كالكثافة والناقلية الحرارية واللزوجة والحرارة النوعية على درجة الحرارة، ويمكن لدرجة الحرارة شديدة الارتفاع أو الانخفاض أن تحدث تغيرات غير متوقعة في النظام. في المواد الصلبة، يمكن استخدام معادلة الحرارة للحصول على توزع درجات الحرارة داخل مادة ذات بنية هندسية معطاة.
للحالة السكونية المستقرة يمكن كتابة معادلة الحرارة كالتالي:
{\displaystyle 0=\,\nabla \cdot k\,\nabla T\ \ +q'''}
حيث يطبق قانون فورييه في التوصيل الحراري.
بتطبيق الشروط الحدية يمكن الحصول على حل لتوزع درجات الحرارة.

## انتقال الحرارة وحيد الطور
في انتقال الحرارة وحيد الطور يسيطر الحمل الحراري عادةً على آلية انتقال الحرارة. في حالة جريان أديباتي (كظيم) يستقبل فيه الجريان حرارة، تتغير درجة حرارة المبرد أثناء تدفقه. من الأمثلة على انتقال الحرارة وحيد الطور المفاعل المبرد بالغاز ومفاعل الملح المنصهر.
أنسب طريقة لتمييز انتقال الحرارة وحيد الطور مبنية على الطريقة التجريبية، جيث يمكن الحصول على فرق درجات الحرارة بين الجدار والجريان المحصل عن طريق معامل انتقال الحرارة. يعتمد معامل انتقال الحرارة على عدة عوامل: وضع انتقال الحرارة (مثلًا، جريان داخلي أو خارجي)، نوع المائع، البنية الهندسية للنظام، نظام الجريان (أي جريان مضطرب أو صفائحي)، الشروط الحدية...إلخ.
من الأمثلة على علاقات انتقال الحرارة علاقة ديتوس بويلتر (الجريان المضطرب القسري)، علاقة تشرتشل وتشو (الحمل الحراري الطبيعي).

## انتقال الحرارة متعدد الأطوار
بالمقارنة مع انتقال الحرارة وحيد الطور فإن انتقال الحرارة مع تغير طوري طريقة فعالة لانتقال الحرارة. لهذه الطريقة بشكل عام قيمة مرتفعة لمعامل انتقال الحرارة بسبب القيمة الكبيرة للحرارة الكامنة للتغير الطوري المتبوعة بمزج مفتعل للجريان. انتقال الحرارة عند الغليان والتكاثف يرتبط بعدة ظواهر.

### غليان الحوض
غليان الحوض هو غليان مائع راكد. يتميز سلوكه بمنحني نوكياما للغليان، الذي يظهر العلاقة بين كمية الحرارة الفائقة للسطح والتدفق الحراري المطبق على السطح. مع اختلاف درجات الحرارة الفائقة، يتكون المنحني من الحمل الطبيعي، وبدء الغليان الحبيبي، والغليان الحبيبي، والتدفق الحرج للحرارة، والغليان الانتقالي، والغليان الغشائي. لكل نظام آلية مختلفة من انتقال الحرارة وله علاقة خاصة لمعامل انتقال الحرارة.

### غليان الجريان
غليان الجريان هو غليان مائع جارٍ. بالمقارنة مع غليان الحوض، فإن انتقال الحرارة في غليان الجريان يعتمد على العديد من العوامل، وتتضمن ضغط الجريان، معدل التدفق الكتلي، نوع المائع، وضع الجهة الصاعدة من التيار، مواد الجدار، البنية الهندسية للنظام، تدفق الحرارة المطبق. يتطلب تمييز غليان الجريان دراسة شاملة لظروف التشغيل.

### التدفق الحراري الحرج
يزداد معامل انتقال الحرارة بسبب الجريان الحبيبي مع الحرارة الفائقة للجدار حتى الوصول إلى نقطة معينة. عندما يتجاوز التدفق الحراري المطبق حدًّا معينًا تتناقص قدرة انتقال الحرارة للجريان أو تهبط بشدة. يستجيب التدفق الحراري الحرج عادةً للجريان الحبيبي في مفاعلات الماء المضغوط وللتجفاف في مفاعلات الماء المغلي. ينتج غالبًا عن انخفاض معامل انتقال الحرارة الملاحظ في ما بعد نقطة الغليان الحبيبي أو بعد نقطة التجفاف ضرر لسطح الغليان. إن فهم النقطة المحددة المتعلقة بالتدفق الحراري الحرج وآلية حدوثه موضوع اهتمام للدراسات والأبحاث.